# Гуфрій Дмитро Федорович
Дмитро́ Фе́дорович Гуфрі́й (нар. 12 березня 1948, с. Ягільниця Чортківського району) — вчений у галузі ветеринарії. Доктор ветеринарних наук (1997), професор (1999). Член Фармакологічної ради при КМ України.

## Життєпис
Закінчив Бучацький зооветеринарний технікум (1967), Львівський зооветеринарний інститут (1975, нині Ветеринарна академія), працює в цьому ВНЗ: асистентом доцентом (1984), професор, завідувач кафедри фармакології і патологічної фізіології (від 2000).
Голова Львівського відділу Наукового товариства медицини та ветеринарної фармакологів і токсикології України.

## Творчість
Опублікував понад 220 наукових праць, співавтор 4-х підручників.